# Aeroportul Olympic Dam
Aeroportul Olympic Dam (IATA: OLP, ICAO: YOLD) este un aeroport din Australia de Sud, Australia ce deservește zona Olympic Dam mine⁠(d). Aeroportul a fost tranzitat în 2022 de 89.226 de pasageri.
Situat la o altitudine de 102 m, aeroportul dispune de o singură pistă. Este operat de BHP Group.